# Список 33 найкращих футболістів чемпіонату Росії
Список 33 найкращих футболістів чемпіонату Росії (рос. Список 33 лучших футболистов чемпионата России) щорічно складається і затверджується Виконкомом РФС за підсумками чемпіонату Росії з футболу. Список складається з трьох символічних склади футболістів (№ 1, № 2 та № 3), розподілених за позиціями на футбольному полі: воротар — 1; захисники — 4 (правий, два центральних, лівий); півзахисники — 4 (правий, два центральних, лівий); нападники — 2 (правий, лівий). У різні роки позначення позицій пар центральних захисників і півзахисників змінювалося (наприклад у 2002 році захисники — ліберо і стопери, півзахисники — центральні і «під нападниками»); також у 2016 році склади були розподілені за схемою 4-3-3 за наступними позиціями на футбольному полі: воротар — 1; захисники — 4 (правий, два центральних, лівий); півзахисники — 3 (два опорних, центральний); нападники — 3 (правий, центральний, лівий).
З 1992 року до списку «33-х найкращих» включалися 338 гравців (на 825 позицій), які представляють 29 клубів. Найбільша кількість гравців включалося від московських клубів «ЦСКА» (156) і «Спартак» (148). Рекордсменом серед футболістів є Сергій Ігнашевич — він 15 разів входив до списку найкращих, 13 разів поспіль на першому місці.
15 футболістів (С. Горлукович, І. Добровольський, А. Кобелєв, С. Колотовкін, Ю. Нікіфоров, Дм. Попов, А. П'ятницький, Д. Радченко, Р. Рахімов, О. Тетрадзе, С. Фокін, Д. Харін, А. Чернишов, С. Черчесов, В. Шмаров) включалися раніше в списки 33 найкращих футболістів чемпіонатів СРСР.

## Таблиці
| Сезон   | № | Воротарі          | Захисники          | Захисники          | Захисники           | Захисники           | Півзахисники          | Півзахисники       | Півзахисники        | Півзахисники       | Нападники          | Нападники          |
| ------- | - | ----------------- | ------------------ | ------------------ | ------------------- | ------------------- | --------------------- | ------------------ | ------------------- | ------------------ | ------------------ | ------------------ |
| 1992    | 1 | Черчесов (СМ)     | Хлестов (СМ)       | Скляров (ДМ)       | Онопко (СМ)         | Колотовкін (Ц)      | Карпін (СМ)           | П'ятницький (СМ)   | Ледяхов (СМ)        | Дм. Попов (СМ)     | Радченко (СМ)      | Касумов (СМ, ДМ)   |
| 1992    | 2 | Харін (Ц)         | Файзулов (ЛМ)      | Чернишов (СМ)      | Цхададзе (СМ, ДМ)   | Афанасьєв (ТМ)      | Сімутенков (ДМ)       | Тетрадзе (ДМ)      | Кобелєв (ДМ)        | Калитвинцев (ДМ)   | Матвєєв (У)        | Файзулін (Ц)       |
| 1992    | 3 | Овчинников (ЛМ)   | Гущин (Ц)          | Підпалий (ЛМ)      | Фокін (Ц)           | Ан. Іванов (СМ)     | Черишев (ЛНН)         | Касимов (СВл)      | Тедеєв (СВл)        | Сулейманов (СВл)   | Гарін (О)          | Нідергаус (Рот)    |
| 1993    | 1 | Овчинников (ЛМ)   | Хлестов (СМ)       | Никифоров (СМ)     | Онопко (СМ)         | Ан. Іванов (СМ)     | Карпін (СМ)           | П'ятницький (СМ)   | Тетрадзе (ДМ)       | Веретенніков (Рот) | Писарєв (СМ)       | Бесчастних (СМ)    |
| 1993    | 2 | Хапов (СВл)       | Мамедов (СМ)       | Геращенко (Рот)    | Афанасьєв (ТМ)      | Аріфуллін (ЛМ)      | Сімутенков (ДМ)       | Косолапов (ЛМ)     | Ледяхов (СМ)        | Цимбалар (СМ)      | Панченко (КАМ)     | Файзулін (Ц)       |
| 1993    | 3 | Саморуков (Тек)   | Шмарко (Рот)       | Підпалий (ЛМ)      | Тимофєєв (ДМ)       | Ковтун (ДМ)         | Стогов (Рот)          | Клюєв (Ас)         | Сулейманов (СВл)    | Тедеєв (ДМ)        | Єлишев (Тек)       | Єсипов (Рот)       |
| 1994    | 1 | Овчинников (ЛМ)   | Мамедов (СМ)       | Никифоров (СМ)     | Онопко (СМ)         | Хлестов (СМ)        | Тетрадзе (ДМ)         | Цимбалар (СМ)      | Радімов (Ц)         | П'ятницький (СМ)   | Сімутенков (ДМ)    | Бесчастних (СМ)    |
| 1994    | 2 | Хапов (СВл)       | Аріфуллін (ЛМ)     | Геращенко (Рот)    | Рахімов (СМ)        | Афанасьєв (ТМ)      | Карпін (СМ)           | Харлачов (ЛМ)      | Добровольський (ДМ) | Косолапов (ЛМ)     | Гарін (ЛМ)         | Черишев (ДМ)       |
| 1994    | 3 | Шанталосов (ЛНН)  | Некрасов (ДМ)      | Чугайнов (ЛМ)      | Ковтун (ДМ)         | Тернавський (СМ)    | Касимов (СВл)         | Є. Смертін (ЛНН)   | Веретенніков (Рот)  | Калитвинцев (ДМ)   | Писарєв (СМ)       | Нідергаус (Рот)    |
| 1995    | 1 | Овчинников (ЛМ)   | Тетрадзе (С-Ал)    | Никифоров (СМ)     | Онопко (СМ)         | Хлестов (СМ)        | Харлачов (ЛМ)         | Веретенніков (Рот) | Радімов (Ц)         | Цимбалар (СМ)      | Канищев (С-Ал)     | Кавелашвілі (С-Ал) |
| 1995    | 2 | Хапов (СВл)       | Мамедов (СМ)       | Бушманов (Ц)       | Ковтун (ДМ)         | Шелія (С-Ал)        | Тихонов (СМ)          | Касимов (С-Ал)     | С. Шустіков (ТМ)    | Тедеєв (С-Ал)      | Гарін (ЛМ)         | Шмаров (СМ)        |
| 1995    | 3 | Сметанін (ДМ)     | Соломатін (ЛМ)     | Чугайнов (ЛМ)      | Джиоєв (С-Ал)       | Дроздов (ЛМ)        | Єсипов (Рот)          | Косолапов (ЛМ)     | Яновський (С-Ал)    | Аленічев (СМ)      | Нідергаус (Рот)    | Маслов (Рос)       |
| 1996    | 1 | Овчинников (ЛМ)   | Мамедов (СМ)       | Тетрадзе (Ал)      | Горлукович (СМ)     | Соломатін (ЛМ)      | Тихонов (СМ)          | Яновський (Ал)     | Веретенніков (Рот)  | Цимбалар (СМ)      | Маслов (Рос)       | Черишев (ДМ)       |
| 1996    | 2 | Сметанін (ДМ)     | Боков (З)          | Бушманов (Ц)       | Беркетов (Рот)      | Минько (Ц)          | Єсипов (Рот)          | Хохлов (Ц)         | Тедеєв (Ал)         | Аленічев (СМ)      | Герасименко (Рос)  | Канищев (Ал)       |
| 1996    | 3 | Помазун (Б)       | Борзенков (Рот)    | Чугайнов (ЛМ)      | Черевченко (ЛМ)     | Шелія (Ал)          | Джиоєв (Ал)           | Кобелєв (ДМ)       | Лоськов (Рос)       | Харлачов (ЛМ)      | Нідергаус (Рот)    | Зубко (З)          |
| 1997    | 1 | Овчинников (ЛМ)   | Ковтун (ДМ)        | Чугайнов (ЛМ)      | Соломатін (ЛМ)      | Аленічев (СМ)       | Косолапов (ЛМ)        | Веретенніков (Рот) | Яновський (Ал)      | Тихонов (СМ)       | Кечинов (СМ)       | Терьохін (ДМ)      |
| 1997    | 2 | Філімонов (СМ)    | Горлукович (СМ)    | Бушманов (ТМ)      | Шмарко (Рот)        | Гришин (ДМ)         | Беркетов (Рот)        | Титов (СМ)         | Хохлов (ТМ)         | Булатов (КС)       | Герасименко (Рос)  | Бузнікін (СМ)      |
| 1997    | 3 | Захарчук (Рот)    | Боков (Ц)          | Некрасов (ДМ)      | Хлестов (СМ)        | Семак (Ц)           | Горшков (З)           | Кобелєв (ДМ)       | Лоськов (ЛМ)        | Абрамов (Рот)      | Березнер (Ч)       | Зернов (Рот)       |
| 1998    | 1 | Філімонов (СМ)    | Парфьонов (СМ)     | Варламов (Ц)       | Чугайнов (ЛМ)       | Соломатін (ЛМ)      | Семак (Ц)             | Титов (СМ)         | Цимбалар (СМ)       | Тихонов (СМ)       | Веретенніков (Рот) | Терьохін (ДМ)      |
| 1998    | 2 | Нігматуллін (ЛМ)  | Минько (Ц)         | Кондрашов (З)      | Бушманов (ТМ, СМ)   | Хлестов (СМ)        | Єсипов (Рот)          | О. Смертін (УЕ)    | Яновський (Ал)      | Баранов (Б, СМ)    | Джанашія (ЛМ)      | Матвєєв (Рос)      |
| 1998    | 3 | Новосадов (Ц)     | Шмарко (Рот)       | Ананко (СМ)        | Боков (Ц)           | Корнаухов (Ц)       | Хомуха (Ц)            | Куртіян (З)        | Ігонін (З)          | Дроздов (ЛМ)       | Панов (З)          | Кулик (Ц)          |
| 1999    | 1 | Філімонов (СМ)    | Парфьонов (СМ)     | Хлестов (СМ)       | Чугайнов (ЛМ)       | Гуренко (ЛМ)        | Семак (Ц)             | О. Смертін (ЛМ)    | Титов (СМ)          | Тихонов (СМ)       | Панов (З)          | Деметрадзе (Ал)    |
| 1999    | 2 | Нігматуллін (ЛМ)  | Минько (Ц)         | Черевченко (ЛМ)    | Булатов (СМ)        | Ковтун (СМ)         | А. Саркысян (ЛМ)      | Дроздов (ЛМ)       | Лоськов (ЛМ)        | Гусєв (ДМ)         | Джанашия (ЛМ)      | Кулик (Ц)          |
| 1999    | 3 | Березовський (З)  | Аріфуллін (ЛМ)     | Даєв (ТМ)          | Варламов (Ц)        | Корнаухов (Ц)       | Горшков (З)           | Хомуха (Ц)         | Безродний (СМ)      | Харлачов (ЛМ)      | Ширко (СМ)         | Терьохін (ДМ)      |
| 2000    | 1 | Нігматуллін (ЛМ)  | Парфьонов (СМ)     | Чугайнов (ЛМ)      | Дроздов (ЛМ)        | Ковтун (СМ)         | Гусєв (ДМ)            | Булатов (СМ)       | Титов (СМ)          | Сірхаєв (Ан)       | Панов (З)          | Семак (Ц)          |
| 2000    | 2 | Філімонов (СМ)    | Тчуйсе (Ч, СМ)     | Ананко (СМ)        | Варламов (Ц)        | Точилін (ДМ)        | Баранов (СМ)          | Рахимич (Ан)       | Лоськов (ЛМ)        | Ромащенко (ДМ)     | Бузнікін (СМ, Сат) | Робсон (СМ)        |
| 2000    | 3 | Мандрикін (Ал)    | Ніжегородов (ЛМ)   | Катульський (З)    | Литвинов (ТМ)       | Євсєєв (ЛМ)         | Єсипов (Рот)          | Калиниченко (СМ)   | Призетко (Ч)        | Безродний (СМ)     | Ранджелович (Ан)   | Кириченко (Рос)    |
| 2001    | 1 | Нігматуллін (ЛМ)  | Ніжегородов (ЛМ)   | Чугайнов (ЛМ)      | Ігнашевич (ЛМ)      | Ковтун (СМ)         | Гусєв (ДМ)            | Ізмайлов (ЛМ)      | Титов (СМ)          | Каряка (КС)        | Бесчастних (СМ)    | Семак (Ц)          |
| 2001    | 2 | Перхун (Ц)        | Сєнніков (ЛМ)      | Мітрескі (СМ)      | Катульський (З)     | Лекгето (ЛМ)        | Аршавін (З)           | Лоськов (ЛМ)       | Єсипов (Рот)        | Співак (З)         | Вязьмикін (ТМ)     | Піменов (ЛМ)       |
| 2001    | 3 | Левицький (СМ)    | Кураєв (Сат)       | Бушманов (КС)      | Парфьонов (СМ)      | Цветков (З)         | Коновалов (КС)        | Горшков (З)        | Тихонов (КС)        | Агаларов (Ан)      | Обіора (ЛМ)        | Кержаков (З)       |
| 2002    | 1 | Овчинников (ЛМ)   | Євсєєв (ЛМ)        | Ігнашевич (ЛМ)     | Ніжегородов (ЛМ)    | Лекгето (ЛМ)        | Гусєв (Ц)             | Рахимич (Ц)        | Лоськов (ЛМ)        | Каряка (КС)        | Семак (Ц)          | Кержаков (З)       |
| 2002    | 2 | Нігматуллін (Ц)   | Парфьонов (СМ)     | Овсепян (З)        | Пашинін (ЛМ)        | Кебе (СМ)           | Аршавін (З)           | Алдонін (Рот)      | Мамінов (ЛМ)        | Соломатін (Ц)      | Обіора (ЛМ)        | Піменов (ЛМ)       |
| 2002    | 3 | Чижов (Сат)       | Сєнніков (ЛМ)      | Шершун (Ц)         | Тетрадзе (Ал)       | Евсиков (Ц)         | Короман (ДМ)          | Сємшов (ТМ)        | Титов (СМ)          | Яновський (Ц)      | Кириченко (Ц)      | Ден. Попов (Ц)     |
| 2003    | 1 | Овчинников (ЛМ)   | Євсєєв (ЛМ)        | Ігнашевич (ЛМ)     | Пашинін (ЛМ)        | Лекгето (ЛМ)        | Гусєв (Ц)             | Алдонін (Рот)      | Лоськов (ЛМ)        | Каряка (КС)        | Єсипов (Рот)       | Кержаков (З)       |
| 2003    | 2 | Малафєєв (З)      | Шемберас (Ц)       | Онопко (С-Ал)      | Жедер (Сат)         | Соломатін (Ц)       | Бояринцев (Руб)       | Мамінов (ЛМ)       | Ярошик (Ц)          | Ізмайлов (ЛМ)      | Буликін (ДМ)       | Олич (Ц)           |
| 2003    | 3 | Козко (Руб)       | Скотті (Руб)       | Бут (Рос)          | Шаронов (Руб)       | Калісто (Руб)       | В. Бистров (З)        | Рахимич (Ц)        | Титов (СМ)          | Павленко (СМ)      | Ашветія (ЛМ)       | Роні (Руб)         |
| 2004    | 1 | Малафєєв (З)      | Євсєєв (ЛМ)        | Ігнашевич (Ц)      | Шемберас (Ц)        | Сєнніков (ЛМ)       | В. Бистров (З)        | Мамінов (ЛМ)       | Лоськов (ЛМ)        | Каряка (КС)        | Сичов (ЛМ)         | Кержаков (З)       |
| 2004    | 2 | Овчинников (ЛМ)   | Одіа (Ц)           | Бугаєв (ТМ)        | Степанов (ТМ)       | О. Березуцький (Ц)  | Ізмайлов (ЛМ)         | Ліма (ЛМ)          | Ярошик (Ц)          | Жирков (Ц)         | Аршавін (З)        | Олич (Ц)           |
| 2004    | 3 | Акінфєєв (Ц)      | Анюков (КС)        | Асатіані (ЛМ)      | Ніжегородов (ЛМ)    | Мареш (З)           | Бояринцев (Руб)       | Рахимич (Ц)        | Сємшов (ТМ)         | Хохлов (ЛМ)        | Лебеденко (ТМ)     | Панов (ТМ)         |
| 2005    | 1 | Акінфєєв (Ц)      | В. Березуцький (Ц) | Ігнашевич (Ц)      | Видич (СМ)          | О. Березуцький (Ц)  | Одіа (Ц)              | Рахимич (Ц)        | Карвальйо (Ц)       | Жирков (Ц)         | Аршавін (З)        | Кириченко (М)      |
| 2005    | 2 | Ковалевський (СМ) | Анюков (КС, З)     | Асатіані (ЛМ)      | Сєнніков (ЛМ)       | Калісто (Руб)       | Ізмайлов (ЛМ)         | Ліма (ЛМ)          | Сємшов (ТМ)         | Білялетдінов (ЛМ)  | Сичов (ЛМ)         | Вагнер Лав (Ц)     |
| 2005    | 3 | Овчинников (ЛМ)   | Тчуйсе (М)         | Жедер (Сат)        | Гаген (З)           | Мареш (З)           | В. Бистров (З, СМ)    | Сібая (Руб)        | Лоськов (ЛМ)        | П. Бистров (Сат)   | Кержаков (З)       | Дерлей (ДМ)        |
| 2006    | 1 | Акінфєєв (Ц)      | В. Березуцький (Ц) | Ігнашевич (Ц)      | Колодін (ДМ)        | О. Березуцький (Ц)  | В. Бистров (СМ)       | Рахимич (Ц)        | Лоськов (ЛМ)        | Жирков (Ц)         | Аршавін (З)        | Павлюченко (СМ)    |
| 2006    | 2 | Малафєєв (З)      | Анюков (З)         | Їранек (СМ)        | Шемберас (Ц)        | Кузьмін (М)         | Красич (Ц)            | Алдонін (Ц)        | Титов (СМ)          | Білялетдінов (ЛМ)  | Погребняк (Том)    | Домінгес (Руб)     |
| 2006    | 3 | Кінський (Сат)    | Шишкін (СМ)        | Гаген (З)          | Шкртел (З)          | Калісто (Руб)       | Клімов (Том)          | Моцарт (СМ)        | Карвальйо (Ц)       | Гуренко (ЛМ)       | Жо (Ц)             | Вагнер Лав (Ц)     |
| 2007    | 1 | Кінський (Сат)    | Іванович (ЛМ)      | Ігнашевич (Ц)      | Дюріца (Сат)        | О. Березуцький (Ц)  | Красич (Ц)            | Тимощук (З)        | Зирянов (З)         | Жирков (Ц)         | Вагнер Лав (Ц)     | Аршавін (З)        |
| 2007    | 2 | Габулов (Куб)     | Анюков (З)         | Колодін (ДМ)       | Штранцль (СМ)       | Кім Дон Джин (З)    | В. Бистров (СМ)       | Хохлов (ДМ)        | Титов (СМ)          | Білялетдінов (ЛМ)  | Павлюченко (СМ)    | Жо (Ц)             |
| 2007    | 3 | Плетикоса (СМ)    | В. Березуцький (Ц) | Ковач (СМ)         | Ломбертс (З)        | Спахич (ЛМ)         | Ол. Іванов (Л-Е, Сат) | Ігонін (Сат)       | Сємшов (ДМ)         | Торбинський (СМ)   | Данні (ДМ)         | Сичов (ЛМ)         |
| 2008    | 1 | Акінфєєв (Ц)      | Анюков (З)         | Колодін (ДМ)       | Ігнашевич (Ц)       | Ширл (З)            | Красич (Ц)            | Тимощук (З)        | Данні (ДМ, З)       | Жирков (Ц)         | Вагнер Лав (Ц)     | Аршавін (З)        |
| 2008    | 2 | Рижиков (Руб)     | Ансальді (Руб)     | Родолфо (ЛМ)       | Л. Фернандес (ДМ)   | О. Березуцький (Ц)  | І. Денисов (З)        | Семак (Руб)        | Сємшов (ДМ)         | Зирянов (З)        | Погребняк (З)      | Топич (Сат)        |
| 2008    | 3 | Малафєєв (З)      | В. Березуцький (Ц) | Бєлоруков (Ам)     | Ол. Попов (Ам, Руб) | Янбаєв (ЛМ)         | К. Комбаров (ДМ)      | Хохлов (ДМ)        | Дзагоєв (Ц)         | Білялетдінов (ЛМ)  | Павлюченко (СМ)    | Караденіз (Руб)    |
| 2009    | 1 | Акінфєєв (Ц)      | Анюков (З)         | Шаронов (Руб)      | Ігнашевич (Ц)       | Ансальді (Руб)      | В. Бистров (СМ, З)    | Семак (Руб)        | Алекс (СМ)          | Зирянов (З)        | Веллітон (СМ)      | Домінгес (Руб)     |
| 2009    | 2 | Рижиков (Руб)     | Паршивлюк (СМ)     | В. Березуцький (Ц) | Навас (Руб)         | Янбаєв (ЛМ)         | Красич (Ц)            | І. Денисов (З)     | Дзагоєв (Ц)         | Чеснаускіс (М)     | Бухаров (Руб)      | Кержаков (ДМ)      |
| 2009    | 3 | Габулов (ДМ)      | Набабкін (М)       | Їранек (СМ)        | Колодін (ДМ)        | Щенніков (Ц)        | Самедов (М)           | Хохлов (ДМ)        | Сємшов (З)          | Рязанцев (Руб)     | Текке (З)          | Сичов (ЛМ)         |
| 2010    | 1 | Акінфєєв (Ц)      | Анюков (З)         | В. Березуцький (Ц) | Ігнашевич (Ц)       | Губочан (З)         | В. Бистров (З)        | І. Денисов (З)     | Зирянов (З)         | Данні (З)          | Кержаков (З)       | Вагнер Лав (Ц)     |
| 2010    | 2 | Рижиков (Руб)     | Паршивлюк (СМ)     | Алвеш (З)          | Ломбертс (З)        | Щенніков (Ц)        | Макгіді (СМ)          | Широков (З)        | Алекс (СМ)          | Касаєв (Руб)       | Кураньї (ДМ)       | Веллітон (СМ)      |
| 2010    | 3 | Дикань (Тер, СМ)  | О. Березуцький (Ц) | Навас (Руб)        | Л. Фернандес (ДМ)   | Макеєв (СМ)         | Цораєв (Ан)           | Мамаєв (Ц)         | Хонда (Ц)           | Гонсалес (Ц)       | Думбіа (Ц)         | Дзюба (СМ, Том)    |
| 2011/12 | 1 | Малафєєв (З)      | Анюков (З)         | Ломбертс (З)       | Ігнашевич (Ц)       | Крішито (З)         | Самедов (ДМ)          | І. Денисов (З)     | Широков (З)         | Жирков (Ан)        | Кержаков (З)       | Думбіа (Ц)         |
| 2011/12 | 2 | Акінфєєв (Ц)      | О. Березуцький (Ц) | В. Березуцький (Ц) | Губочан (З)         | Ансальді (Руб)      | Макгіді (СМ)          | Глушаков (ЛМ)      | Дзагоєв (Ц)         | Данні (З)          | Ето'о (Ан)         | Траоре (Куб)       |
| 2011/12 | 3 | Шунін (ДМ)        | Шишкін (ЛМ)        | Боккетті (Руб)     | Бурлак (ЛМ)         | Гранат (ДМ)         | Караденіз (Руб)       | Натхо (Руб)        | Буссуфа (Ан)        | Д. Комбаров (СМ)   | Еменіке (СМ)       | Воронін (ДМ)       |
| 2012/13 | 1 | Акінфєєв (Ц)      | Анюков (З)         | В. Березуцький (Ц) | Ігнашевич (Ц)       | Д. Комбаров (СМ)    | Галк (З)              | І. Денисов (З)     | Широков (З)         | Дзагоєв (Ц)        | Ето'о (Ан)         | Кокорін (ДМ)       |
| 2012/13 | 2 | Габулов (Ан)      | М. Фернандес (Ц)   | Самба (Ан)         | Боккетті (Руб, СМ)  | Ансальді (Руб)      | Тошич (Ц)             | Діарра (Ан)        | Єременко (Руб)      | Жирков (Ан)        | Муса (Ц)           | Вагнер Лав (Ц)     |
| 2012/13 | 3 | Беленов (Куб)     | Янбаєв (З, ЛМ)     | Л. Фернандес (ДМ)  | Ломбертс (З)        | Єщенко (ЛМ, Ан)     | Караденіз (Руб)       | Ельм (Ц)           | Глушаков (ЛМ)       | Іонов (Куб)        | Мовсісян (Кр, СМ)  | Кержаков (З)       |
| 2013/14 | 1 | Акінфєєв (Ц)      | М. Фернандес (Ц)   | В. Березуцький (Ц) | Ігнашевич (Ц)       | В. Денисов (ЛМ)     | Галк (З)              | Ельм (Ц)           | Широков (З, Кр)     | Данні (З)          | Думбіа (Ц)         | Кокорін (ДМ)       |
| 2013/14 | 2 | Лодигін (З)       | Шишкін (ЛМ)        | Чорлука (ЛМ)       | Дюріца (ЛМ)         | Д. Комбаров (СМ)    | Самедов (ЛМ)          | Каборе (Куб)       | І. Попов (Куб)      | Жуанзінью (Кр)     | Дзюба (Рос)        | Н'Доє (ЛМ)         |
| 2013/14 | 3 | Беленов (Куб)     | Козлов (Куб, ДМ)   | Дяков (Рос)        | Гранат (ДМ)         | Щенніков (Ц)        | Тошич (Ц)             | Глушаков (СМ)      | Дзагоєв (Ц)         | Жирков (ДМ)        | Мовсісян (СМ)      | Вандерсон (Кр)     |
| 2014/15 | 1 | Акінфєєв (Ц)      | М. Фернандес (Ц)   | Гарай (З)          | Ломбертс (З)        | Крішито (З)         | Шатов (З)             | Натхо (Ц)          | Єременко (Ц)        | Данні (З)          | Галк (З)           | Арі (Кр)           |
| 2014/15 | 2 | Лодигін (З)       | Смольников (З)     | В. Березуцький (Ц) | Гранквіст (Кр)      | Д. Комбаров (СМ)    | Промес (СМ)           | Гарсія (З)         | Вальбуена (ДМ)      | Мамаєв (Кр)        | Портнягін (Руб)    | Рондон (З)         |
| 2014/15 | 3 | Рижиков (Руб)     | Калешин (Кр)       | Чорлука (ЛМ)       | Ігнашевич (Ц)       | Набіуллін (Руб)     | Тошич (Ц)             | Ахмедов (Кр)       | Широков (СМ, Кр)    | Дзагоєв (Ц)        | Муса (Ц)           | Смолов (ДМ, У)     |
| 2015/16 | 1 | Акінфєєв (Ц)      | Смольников (З)     | В. Березуцький (Ц) | Ігнашевич (Ц)       | В. Денисов (ЛМ)     | Вернблум (Ц)          | Дзагоєв (Ц)        | Мамаєв (Кр)         | Галк (З)           | Смолов (Кр)        | Муса (Ц)           |
| 2015/16 | 2 | Гілерме (ЛМ)      | М. Фернандес (Ц)   | Чорлука (ЛМ)       | Гарай (З)           | Жирков (ДМ, З)      | Вітсель (З)           | Гарсія (З)         | Данні (З)           | Промес (СМ)        | Дзюба (З)          | Шатов (З)          |
| 2015/16 | 3 | Джанаєв (Рос)     | Кузьмін (Руб)      | Гранквіст (Кр)     | Баштуш (Рос)        | Кудряшов (Тер, Рос) | О. Іванов (Тер)       | Нобоа (Рос)        | Єременко (Ц)        | Самедов (ЛМ)       | Азмун (Рос)        | Полоз (Рос)        |
| 2016/17 | 1 | Акінфєєв (Ц)      | М. Фернандес (Ц)   | В. Березуцький (Ц) | Навас (Рос)         | Д. Комбаров (СМ)    | Промес (СМ)           | Фернандо (СМ)      | Глушаков (СМ)       | Зобнін (СМ)        | Дзюба (З)          | Смолов (Кр)        |
| 2016/17 | 2 | Ребров (СМ)       | Смольников (З)     | Чорлука (ЛМ)       | Джикія (Ам, СМ)     | В. Денисов (ЛМ)     | Калачов (Рос)         | Нобоа (Рос)        | Дзагоєв (Ц)         | Жирков (З)         | Зе Луїш (СМ)       | Полоз (Рос)        |
| 2016/17 | 3 | Гілерме (ЛМ)      | Калешин (Кр)       | Таскі (СМ)         | Кудряшов (Рос)      | Крішито (З)         | Самедов (ЛМ, СМ)      | Вернблум (Ц)       | Головін (Ц)         | Шатов (З)          | Бухаров (Рос)      | Ол. Міранчук (ЛМ)  |
| 2017/18 | 1 | Акінфєєв (Ц)      | М. Фернандес (Ц)   | Квірквелія (ЛМ)    | Гранквіст (Кр)      | Крішито (З)         | Ол. Міранчук (ЛМ)     | І. Денисов (ЛМ)    | Головін (Ц)         | Фернандеш (ЛМ)     | Кокорін (З)        | Смолов (Кр)        |
| 2017/18 | 2 | Гілерме (ЛМ)      | Смольников (З)     | В. Березуцький (Ц) | Ігнашевич (Ц)       | Кудряшов (Руб)      | Зобнін (СМ)           | Фернандо (СМ)      | Дзагоєв (Ц)         | Промес (СМ)        | Дзюба (З, Ар)      | Адріану (СМ)       |
| 2017/18 | 3 | Луньов (З)        | Ігнатьєв (ЛМ)      | Іванович (З)       | Джикія (СМ)         | Д. Комбаров (СМ)    | Кузяєв (З)            | Вернблум (Ц)       | Газинський (Кр)     | Жирков (З)         | Чалов (Ц)          | Фарфан (ЛМ)        |

### Таблиці по клубам
| #   | Клуб                    | Усього | № 1 | № 2 | № 3 |
| --- | ----------------------- | ------ | --- | --- | --- |
| 1.  | ЦСКА (Москва)           | 164    | 72  | 47  | 45  |
| 2.  | Спартак (Москва)        | 154    | 64  | 54  | 36  |
| 3.  | Локомотив (Москва)      | 142    | 48  | 51  | 43  |
| 4.  | Зеніт (Санкт-Петербург) | 123    | 52  | 39  | 32  |
| 5.  | Динамо (Москва)         | 68     | 17  | 23  | 28  |
| 6.  | Рубін (Казань)          | 40     | 4   | 17  | 19  |
| 7.  | Ротор (Волгоград)       | 31     | 7   | 9   | 15  |
| 8.  | Аланія (Владикавказ)    | 28     | 7   | 10  | 11  |
| 9.  | Ростов (Ростов-на-Дону) | 22     | 2   | 7   | 13  |
| 10. | Краснодар               | 18     | 7   | 3   | 8   |
| 11. | Торпедо (Москва)        | 17     | 0   | 11  | 6   |
| 12. | Анжі (Махачкала)        | 14     | 3   | 6   | 5   |
| 13. | Сатурн (Раменське)      | 12     | 2   | 3   | 7   |
| 14. | Крила Рад (Самара)      | 10     | 4   | 2   | 4   |
| 15. | Кубань (Краснодар)      | 8      | 0   | 4   | 4   |

| #       | Клуб                          | Усього | № 1 | № 2 | № 3 |
| ------- | ----------------------------- | ------ | --- | --- | --- |
| 16.     | Москва                        | 6      | 1   | 2   | 3   |
| 17.     | Локомотив (Нижній Новгород)   | 4      | 0   | 0   | 4   |
| 18.     | Амкар (Перм)                  | 3      | 0   | 1   | 2   |
| 18.     | Том (Томськ)                  | 3      | 0   | 1   | 2   |
| 18.     | Чорноморець (Новоросійськ)    | 3      | 0   | 1   | 2   |
| 21.     | Терек (Грозний)               | 3      | 0   | 0   | 3   |
| 22.     | Балтика (Калінінград)         | 2      | 0   | 1   | 1   |
| 22.     | Урал (Єкатеринбург)           | 2      | 0   | 1   | 1   |
| 24.     | Текстильник (Камишин)         | 2      | 0   | 0   | 2   |
| 25.     | КАМАЗ (Набережні Челни)       | 1      | 0   | 1   | 0   |
| 25.     | Уралан (Еліста)               | 1      | 0   | 1   | 0   |
| 27.     | Асмарал (Москва)              | 1      | 0   | 0   | 1   |
| 27.     | Промінь-Енергія (Владивосток) | 1      | 0   | 0   | 1   |
| 27.     | Океан (Находка)               | 1      | 0   | 0   | 1   |
| 27.     | Арсенал (Тула)                | 1      | 0   | 0   | 1   |
| Загалом | Загалом                       | 885    | 290 | 296 | 299 |

- 26 раз у «Список 33-х» включалися гравці, які виступали в одному чемпіонаті за два клуби:

1992 — Касумов (№ 1, «Спартак» М та «Динамо» М), Цхададзе (№ 2, «Спартак» М та «Динамо» М);
1998 — Баранов (№ 2, «Балтика» та «Спартак» М), Бушманов (№ 2, «Торпедо» М та «Спартак» М);
2000 — Бузнікін (№ 2, «Спартак» М та «Сатурн»), Тчуйсе (№ 2, «Чорноморець» та «Спартак» М);
2005 — Анюков (№ 2, «Крила Рад» та «Зеніт»), В. Бистров (№ 3, «Зеніт» та «Спартак» М);
2007 — Ол. Іванов (№ 3, «Промінь-Енергія» та «Сатурн»);
2008 — Данні (№ 1, «Динамо» М та «Зеніт»), Ол. Попов (№ 3, «Амкар» та «Рубін»);
2009 — В. Бистров (№ 1, «Спартак» М та «Зеніт»);
2010 — Дикань (№ 3, «Терек» та «Спартак» М), Дзюба (№ 3, «Спартак» М та «Том»);
2012/13 — Боккетті (№ 2, «Рубін» та «Спартак» М), Янбаєв (№ 3, «Зеніт» та «Локомотив» М), Єщенко (№ 3, «Локомотив» М та «Анжі»), Мовсісян (№ 3, «Краснодар» та «Спартак» М);
2013/14 — Широков (№ 1, «Зеніт» та «Краснодар»), Козлов (№ 3, «Кубань» та «Динамо» М);
2014/15 — Широков (№ 3, «Спартак» та «Краснодар»), Смолов (№ 3, «Динамо» М та «Урал»);
2015/16 — Жирков (№ 2, «Динамо» М та «Зеніт»), Кудряшов (№ 3, «Терек» та «Ростов»);
2016/17 — Джикія (№ 2, «Амкар» та «Спартак» М),  Самедов (№ 3, «Локомотив» М та «Спартак» М);
2017/18 — Дзюба (№ 2, «Зеніт» та «Арсенал»); ¹
¹ Другим вказано клуб, в якому гравець завершував чемпіонат.

### Найкращі команди
Список гравців, які входили до списків 33-х найкращих футболістів Росії (і СРСР) найбільшу (7 і більше) кількість разів.
| #   | Гравець                                                 | Усього | № 1 | № 2 | № 3 | Клуби                                       |
| --- | ------------------------------------------------------- | ------ | --- | --- | --- | ------------------------------------------- |
| 1.  | Сергій Ігнашевич (2001—2016, 2018)                      | 16     | 14  | 1   | 1   | Локомотив М (3), ЦСКА (13)                  |
| 2.  | Ігор Акінфєєв (2004—2006, з 2008)                       | 13     | 11  | 1   | 1   | ЦСКА (13)                                   |
| 3.  | Василь Березуцький (2005—2018)                          | 13     | 7   | 4   | 2   | ЦСКА (13)                                   |
| 4.  | Юрій Жирков (2004—2008, 2012—2014, з 2016)              | 11     | 5   | 4   | 2   | ЦСКА (5), Анжі (2), Динамо М (2), Зеніт (3) |
| 5.  | Сергій Овчинников (1992—1997, 2002—2005)                | 10     | 7   | 1   | 2   | Локомотив М (10)                            |
| 6.  | Дмитро Лоськов (1996—1997, 1999—2006)                   | 10     | 4   | 3   | 3   | Ростсельмаш (1), Локомотив М (9)            |
| 7.  | Олександр Анюков (2004—2013)                            | 9      | 5   | 3   | 1   | Крила Рад (2), Зеніт (8)                    |
| 8.  | Олександр Кержаков (2001—2005, 2009—2013)               | 9      | 5   | 1   | 3   | Зеніт (8), Динамо М (1)                     |
| 9.  | Алан Дзагоєв (2008—2009, з 2012)                        | 9      | 2   | 4   | 3   | ЦСКА (9)                                    |
| 10. | Єгор Титов (1997—2003, 2006—2007)                       | 9      | 4   | 3   | 2   | Спартак М (9)                               |
| 11. | Сергій Семак (1997—2002, 2008—2009)                     | 8      | 6   | 1   | 1   | ЦСКА (6), Рубін (2)                         |
| 12. | Ігор Чугайнов (1994—2001)                               | 8      | 5   | 0   | 3   | Локомотив М (8)                             |
| 13. | Дмитро Хлестов (1992—1995, 1997—1999)                   | 7      | 5   | 1   | 1   | Спартак М (7)                               |
| 14. | Андрій Аршавін (2001—2002, 2004—2008)                   | 7      | 4   | 3   | 0   | Зеніт (7)                                   |
| 15. | Данні (2007—2008, 2010—2012, 2014—2016)                 | 7      | 4   | 2   | 1   | Динамо М (2), Зеніт (6)                     |
| 16. | Володимир Бистров (2003—2007, 2009—2010)                | 7      | 4   | 1   | 2   | Зеніт (5), Спартак М (4)                    |
| 16. | Омарі Тетрадзе (1991—1996, 2002)                        | 7      | 4   | 1   | 2   | Динамо М (4), Аланія (3)                    |
| 18. | Олексій Березуцький (2004—2008, 2010—2012)              | 7      | 3   | 3   | 1   | ЦСКА (7)                                    |
| 19. | Юрій Ковтун (1993—1995, 1997, 1999—2001)                | 7      | 3   | 2   | 2   | Динамо М (4), Спартак М (3)                 |
| 20. | Валерій Єсипов (1993, 1995—1996, 1998, 2000—2001, 2003) | 7      | 1   | 3   | 3   | Ротор (7)                                   |

## Факти

### Гравці
- 5 гравців представляли в списку 33-х в різні роки 4 клуби:

Євген Бушманов — 1995—1996 — ЦСКА; 1997 — «Торпедо» Москва; 1998 — «Торпедо» Москва та «Спартак» Москва; 2001 — «Крила Рад» Самара;
Дмитро Хохлов — 1996 — ЦСКА; 1997 — «Торпедо» Москва; 2004 — «Локомотив» Москва; 2007—2009 — «Динамо» Москва.
Артем Дзюба — 2010 —  «Спартак» Москва і «Том»; 2013/14 — «Ростов»; 2015/16—2016/17 — «Зеніт»
Юрій Жирков — 2004—2008 — ЦСКА; 2011/12—2012/13 — «Анжі»; 2013/14 — «Динамо» Москва; 2015/16 — «Динамо» Москва і «Зеніт»; 2016/17 — «Зеніт»
Олександр Самедов — 2009 — «Москва»; 2011/12 — «Динамо» Москва; 2013/14, 2015/16 — «Локомотив» Москва; 2016/17 — «Локомотив» Москва та «Спартак» Москва
- Сергій Семак — єдиний футболіст, який потрапляв до списку 33-х у кожному з амплуа польового гравця: 1997 — захисник; 1998-1999, 2008-2009 — півзахисник; 2000-2002 — нападник.
- Перші легіонери (з дальнього зарубіжжя) були включені до списку 33-х за підсумками чемпіонату 2000 року, ними стали: серб Ранджелович та боснієць Рахимич (обидва — «Анжі»), бразилець Робсон («Спартак» Москва) та камерунець Тчуйсе («Спартак» Москва та «Чорноморець»).
- Олег Гарін — єдиний російський футболіст, який тричі потрапляв до списку 33-х, але не зіграв жодної гри за збірну Росії.
- Руслан Аджинджал — лідер чемпіонату Росії з футболу за кількістю зіграних матчів (397) серед гравців, які жодного разу не потрапляли в список 33.
- Сергій Перхун був включений до списку 2001 року посмертно.
- В декількох джерелах[18][19] у списку за 2003 рік помилково вказаний Петро Бистров («Сатурн») замість Володимира Бистрова («Зеніт»).

### Команди
- Найбільша кількість команд (12) у списку 33-х було представлено в 2000 році, найменша (6) — у 2004.
- ЦСКА — єдиний клуб, який мав свого представника в усіх списках 33-х.
- У 2008 році «Рубін» став першим чемпіоном Росії, жоден з гравців якого не потрапив на перше місце списку 33-х.

### Родичі та однофамільці
серед тих, хто потрапили до списків найкращих футболістів Росії
- Березуцькі: близнюки Олексій (2004-2008 2010, 2012) та Василь (з 2005)
- Бистрови: Володимир (2003-2007, 2009-2010) та Петро (2005)
- Денисови: Віталій (2014, 2016-2017) та Ігор (2008-2013, 2018)
- Іванови: Олексій (2007), Олег (2016) та Андрій (1992, 1993)
- Комбарови: близнюки Дмитро (2012-2015, з 2017) і Кирило (2008)
- Попови: Олексій (2008), Денис (2002), Дмитро (1992, 1993) та Івелін (2014)
- Смертіни: брати Олексій (1998, 1999) та Євген (1994)
- Фернандес: Леандро (2008, 2010, 2013) та Маріо (з 2013)